# Radio Birdman
Radio Birdman ist eine der ersten australischen Punk-Bands. Deniz Tek und Rob Younger gründeten die Gruppe 1974 und machten 1976 für die Veröffentlichung von Burn My Eye die ersten Aufnahmen.

## Geschichte
Ihre erste LP Radios Appear wurde vom kommerziellen Rundfunk völlig ignoriert, hatte aber in dem Sydneyer Sender 2JJ (Double Jay) einen Fürsprecher gefunden und ausreichend Erfolg in Australien, um einen Vertrag mit Sire Records (US-Label und Heimat der Ramones) an Land zu ziehen, welche eine abgeänderte Version von Radios Appear international veröffentlichten. Es dauerte drei Jahre, einen Nachfolger, Living Eyes, aufzunehmen. Zu diesem Zeitpunkt hatte sich die australische Punk-Szene verändert und die Band brach 1978 auseinander, bevor die LP veröffentlicht wurde.
Alle Mitglieder spielten in anderen Bands weiter. Rob Youngers New Christs gingen mehr in Richtung Hardcore Punk. The Visitors, die Band von Tek und dem Keyboarder Pip Hoyle, sowie The Hitmen von Rhythmus Gitarrist Chris Masuak und dem Bassisten Gilbert Warwick spielten auch weiterhin den Radio Birdman Sound. Die übrig gebliebenen Mitglieder kamen 2003 für eine Reunion-Tour wieder zusammen. In Deutschland spielten sie in Bielefeld und in Solingen. 2007 wurde die Band in die ARIA Hall of Fame aufgenommen.
Sowohl die frühen Arbeiten von INXS als auch die von Midnight Oil waren stark von Radio Birdmans Musikstil, der wiederum starke Einflüsse von MC5 und The Stooges aufwies, mit deren Mitgliedern einige der Radio Birdman Musiker auch 1981 das Allstar-Projekt New Race gründeten, beeinflusst. Ihr wichtigstes Vermächtnis war aber wohl der überragende Einfluss auf den australischen Indie-Rock der 1980er Jahre.

## Diskografie
Trafalgar Records (Australien)
- (7") Burn My Eye EP Jan. 1977
- (7") New Race / TV Eye Juni 1977
- (LP) Radios Appear Juli 1977
- (7") Aloha Steve & Danno / Anglo Girl Desire Mai 1978
- (LP) Dark Surprise / Breaks My Heart / More Fun / Didn't Tell The Man April 1978

Sire Records
- (7") What Gives? / Anglo Girl Desire März 1978
- (LP) Radios Appear April 1978

WEA (Australien)
- (LP) Living Eyes März 1981
- (7") Alone In The Endzone / Breaks My Heart April 1981
- (LP) New Race - The First And The Last April-May 1981

Yep Roc Records (USA)
- (LP) Zeno Beach August 2006

Kompilationen
- (Do-CD) Under The Ashes 1992
- (CD/Buch) Ritualism Jan. 1997
- (CD) Murder City Nights März 1999
- (LP) Rock'n'Roll War 1976-1978 April 1999
- (Do-LP/CD) The Essential Radio Birdman 1974-1978 Aug. 2001